# Császár (commune)
Pour les articles homonymes, voir Császár.
Császár est un village et une commune du comitat de Komárom-Esztergom en Hongrie.